# Etta James
Etta James (tên khai sinh Jamesetta Hawkins, sinh ngày 25 tháng 1 năm 1938 - mất ngày 20 tháng 1 năm 2012) là một ca sĩ nhạc blues, soul, rhythm and blues (R&B), rock and roll, gospel và jazz người Mỹ. Bà nổi tiếng nhờ bài hát "At Last" và "I'd Rather Go Blind". Bà đã nhận được 6 Giải Grammy, trong đó có 1 Giải Grammy Thành tựu trọn đời và 2 giải Grammy Đại sảnh Danh vọng. Ngoài ra còn được vinh danh ở Đại sảnh Danh vọng Rock and Roll và Đại lộ Danh vọng Hollywood.
James được ca ngợi là đã xóa bỏ đi ranh giới giữa nhạc blues và rock and roll. Tạp chí danh tiếng Rolling Stone đã xếp Etta ở vị trí #22 trong danh sách 100 ca sĩ vĩ đại nhất. Bà là thần tượng có sức ảnh hưởng lớn đến các ca sĩ hiện giờ như Christina Aguilera, Beyoncé, Amy Winehouse và Adele. Tại đám tang của Etta James, Christina Aguilera đã thể hiện thành công bài hát "At Last" để tiễn đưa bà và nhận được nhiều sự tán thưởng của công chúng và báo giới.

## Cuộc đời và sự nghiệp

### 1938-59: Thời thơ ấu và sự nghiệp ban đầu
Jamesetta Hawkins được sinh ra vào ngày 25 tháng 1 năm 1938 tại Los Angeles, California. Mẹ của bà là Dorothy Hawkins, còn cha của bà đến nay vẫn chưa biết tung tích. Etta đã nghĩ rằng cha của bà là một tay chơi bi da tên là Rudolf "Minnesota Fats" Wanderone và đã gặp nhau một thời gian ngắn năm 1987. Do mẹ của bà hay vắng nhà để quan hệ với những người đàn ông khác, Etta đã có nhiều ông bố bà mẹ nuôi, trong đó gồm cặp "Sarge" và "Mama" Lu. Ngoài ra Etta James cũng nói mẹ của bà là "Quý bà Bí ẩn." Sau đó, James đã gây được sự chú ý của nhà thờ khi James Earle Hines, người dẫn đầu của dàn hợp xướng nhà thờ, huấn luyện giọng cho bà. Lúc này bà đã 5 tuổi. Cha nuôi Sarge đã yêu cầu nhà thờ trả tiền để Etta James hát, nhưng họ đã từ chối. Ở nhà, cha Etta thường xuyên đánh thức bà dậy vào đêm để hát cho ông cùng các bạn nghe trong một ván bài xì phé (poker). Do đó, Etta đã bị chứng thiếu ngủ, và điều này cũng giúp Etta nuôi ước mơ làm ca sĩ.
Năm 1950, mẹ nuôi Mama Lu của Etta James qua đời, và mẹ ruột Dorothy đưa Etta định cư tại San Francisco (Los Angeles). Sau hai năm dời về đây, Etta đã có ý tưởng thành lập một nhóm nhạc nữ với tên Creollettes. Sau đó cô gái Etta 14 tuổi đã gặp gỡ Johnny Otis, và Otis đã dìu dắt nhóm nhạc, đồng thời đặt nghệ danh cho cô gái Jamesetta là Etta James. Các bài hát đầu tiên của Etta cùng với nhóm bao gồm "Dance With Me, Harry" cũng như "Roll with Me, Harry" đều có mặt trên bảng xếp hạng Hot R&B/Hip-Hop Songs, và điều này đã giúp nhóm thực hiện một tour lưu diễn. Bản cover của ca khúc của Etta, "The Wallflower" bởi ca sĩ nhạc pop Georgia Gibbs đã đạt vị trí số một trên bảng xếp hạng Billboard Hot 100 của Mỹ. Năm 1960, Etta quyết định ký kết hợp đồng với hãng Chess Records.

### 1960-88: Những năm hoạt động với Chess Records
Sau khi ký kết với Chess Records, Etta James đã thu âm những bản thu đầu tiên của mình như "If I Can't Have You" và "Spoonful". Hit đầu tiên của bà, "All I Could Do Was Cry", mang thể loại doo-wop và R&B, là một hit #2 trên Hot R&B/Hip-Hop Songs. Leonard Chess đã gây dựng cho Etta một hình ảnh cổ điển để lấn dần qua các bảng xếp hạng nhạc pop và hỗ trợ bà bằng các nhạc cụ là violin cùng các nhạc cụ có dây khác. Ca khúc ballad có sự hỗ trợ của nhạc cụ có dây đầu tiên của Etta là "My Dearest Darling", là một hit top 5 bảng xếp hạng R&B/Hip-hop của tạp chí Billboard.

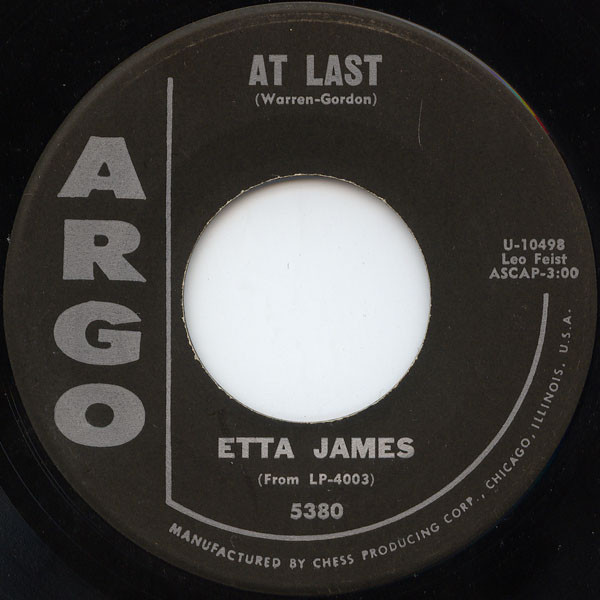
Đĩa nhạc "At Last"/"I Just Want to Make Love"

Album đầu tay của Etta, mang tên At Last! được phát hành vào năm 1960. Album thu được sự chú ý vì âm nhạc mang tiêu chuẩn jazz (jazz standards) và nhạc blues tới doo-wop và R&B (rhythm & blues). Đầu năm 1961, đĩa đơn "At Last" của Etta, được trích từ album, nhanh chóng trở thành hit #2 trên Hot R&B/Hip-Hop Songs. Tuy không đạt được thành công như mong đợi, chỉ đạt vị trí #47 trên Billboard Hot 100, nhưng "At Last" đã đi sâu vào làng âm nhạc, trở thành ca khúc tiêu biểu của Etta James và là phiên bản cover nổi tiếng nhất của ca khúc. Ngoài ra, album cũng chứa đựng các ca khúc cổ điển của Etta, bao gồm "A Sunday Kind of Love" và "I Just Want to Make Love to You". Sau đó năm 1961, Etta tiếp tục phát hành album phòng thu thứ hai, The Second Time Around, với các hit R&B như "The Fool That I Am" (đạt vị trí #14 trên Hot R&B/Hip-hop Songs) và "Don't Cry Baby" (đạt vị trí #6 cũng trên bảng xếp hạng đó).
Etta James bắt đầu thêm một thể loại mới vào các ấn hành nhạc, đó là thể loại Nhạc Phúc âm với bài hát "Something's Got a Hold on Me" lọt vào tốp 4 bảng xếp hạng Hot R&B/Hip-Hop Songs và đồng thời là hit tốp 40 trên Hot 100. Ca khúc tiếp theo, "Stop the Wedding" cũng được bà cho thêm thể loại Phúc âm vào cùng với R&B đã đạt vị trí #6 trên Hot R&B/Hip-Hop Songs. Năm 1963, Etta tiếp tục phát hành một hit cỡ trung mang tên "Pushover". Sau vài năm với những thành công lẻ tẻ, sự nghiệp của Etta bị gián đoạn vào năm 1965. Sau một thời gian bị cô lập, Etta quay trở lại ngành giải trí thu âm vào năm 1967 với thể loại R&B trong hit "Tell Mama" được đồng sáng tác bởi Clarence Carter và Paul C Saenz, đạt vị trí #10 trên bảng xếp hạng Hot R&B/Hip-Hop Songs và đạt vị trí #23 trên Billboard Hot 100. "Tell Mama" đã trở thành bài hát xếp hạng cao nhất của Etta trên bảng xếp hạng Hot 100, trước đó là bài hát "Pushover" (vị trí #25). Mặt B của ca khúc mang tên "I'd Rather Go Blind" trở thành một bản nhạc kinh điển của dòng nhạc blues và đã được cover lại bởi nhiều nghệ sĩ.
Sau những thành công đó, Etta James trở thành một nghệ sĩ được mời biểu diễn tại nhiều buổi hòa nhạc. Trong những năm 70, sự nghiệp của bà bắt đầu lắng xuống. Mặc dù bà vẫn thực hiện hợp đồng với hãng Chess, song điều này đã bị ngưng lại khi người thành lập nên hãng đĩa, Leonard Chess, qua đời năm 1969. Etta bắt đầu dấn thân vào các thể loại rock và funk vàp phát hành album mang tên mình năm 1973. Album này không hề có một hit lớn nào, song vẫn được đề cử sáu giải Grammy. Bà tiếp tục phát hành hai album nữa mang nhãn hiệu Chess Records vào năm 1978 và được làm khách mời cho chuyến lưu diễn cùng năm của nhóm nhạc huyền thoại The Rolling Stones. Sau đó, Etta rời hãng Chess và trong mười năm từ 1978-1988 và bà đã phải đấu tranh với chứng nghiện ma tuý cũng như rượu.

### Sự nghiệp sau này: 1988-2012

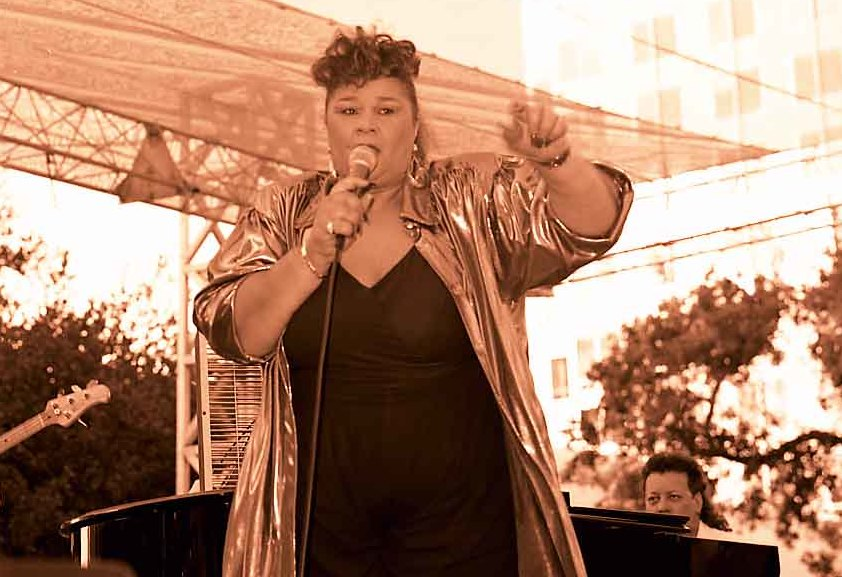
Etta James (năm 2000)

Sau những cuộc đấu tranh với chứng nghiện ma túy cũng như rượu, năm 1989 bà ký kết hợp đồng với hãng đĩa Island Records và phát hành một album mang tên The Seven Year Itch. Cũng vào năm này bà thu hình lại một buổi hoà nhạc trực tiếp ở Rạp hát Wiltern tại Los Angeles cùng Joe Walsh và Albert Collins mang tên "Jazzvisions: Jump The Blues Away". Năm 1992, Etta James phát hành tiếp album The Right Time qua hãng đĩa thu âm Elektra Records và vào năm 1993, bà được vinh danh tại Đại sảnh Danh vọng Rock & Roll. Cùng năm đó bà lại ký kết với hãng Private Music Records với những yếu tố nhạc jazz nhiều hơn trong album Mystery Lady: Songs of Billie Holiday. Album mang lại cho bà một giải Grammy đầu tiên ở hạng mục Trình diễn jazz nữ xuất sắc nhất.
Vào giữa thập kỷ 1990, các nhạc phẩm của Etta bắt đầu đón nhận sự chú ý của công chúng, trong đó phải kể đến "I Just Wanna Make Love to You". Năm 1996, bài hát này lọt vào tốp mười bảng xếp hạng UK Singles Chart tại đất nước Anh do sự chú ý lớn của công chúng tới bài hát. Năm 1999, bài hát cổ điển "At Last" được vinh danh ở Đại sảnh Danh vọng Grammy. Năm 2001, Etta James được vinh danh ở Đại sảnh Danh vọng Blues vì những đóng góp to lớn của bà cho nền âm nhạc blues. Năm 2003, bà tiếp tục được vinh danh một Giải Grammy Huyền thoại (Grammy Lifetime Achievement Award). Album cuối cùng mà bà phát hành thông qua hãng Private House Records, Let's Roll đã dành hai giải Grammy cho sự nghiệp của bà, bao gồm một giải "Album Blues đương đại xuất sắc nhất" và một giải "Album Blues truyền thống xuất sắc nhất". Trong thời gian này, bà được mời biểu diễn ở các đại hội nhạc jazz hàng đầu thế giới. Năm 2008, bà lại tiếp tục được vinh danh ở Đại sảnh Danh vọng Grammy khi bài hát năm 1955 của bà "The Wallflower (Dance with Me Henry)" được vinh danh. Tuy nhiên, vào năm 2009, khi tổng thống Barack Obama đăng quang ngôi Tổng thống Mỹ, vào lễ nhậm chức của ông, ông đã mời rất nhiều ca sĩ đến trình bày các bài hát, trong đó có "At Last". Ca khúc "At Last" - vốn được coi là một biểu tượng cho Etta James - lại không được biểu diễn bởi Etta mà lại được biểu diễn bởi Beyoncé. Sau đó Etta đã nói rằng "không thể chịu đựng được thái độ của Beyoncé cùng Obama" và bà cũng nói rằng "muốn quất mông Beyoncé kinh khủng." Sau khi bị báo chí soi mói, James đã chỉnh lại lời của mình, nói rằng dù sao đi nữa thì bà đã bị tổn thương khi không được mời biểu diễn "At Last", một bài hát tượng trưng của Etta James.

### Qua đời: 2012
Etta James phải nhập viện hồi tháng 1 năm 2010 do căn bệnh bởi khuẩn da tụ cầu (Methicillin-resistant Staphylococcus aureus - MRSA) gây nên. Trong thời gian nằm viện, con trai Donto của bà bảo rằng bà bị bệnh Alzheimer năm 2008. Năm 2011, bà bị chẩn đoán bệnh ung thư bạch cầu. Năm 2012, bệnh tình ngày càng nặng hơn và bà đã qua đời ngày 20 tháng Giêng, chỉ năm ngày trước khi bà tròn 74 tuổi. Đám tang của bà đã được tổ chức tại Gardena, California, tám ngày sau khi Etta qua đời. Hai nghệ sĩ là Stevie Wonder cùng Christina Aguilera đã biểu diễn những ca khúc của bà để tưởng nhớ tới bà, trong đó có bài "At Last" do Christina thể hiện. Bà được an táng tại Los Angeles, California.

## Đời tư
Etta James đã có hàng loạt sự cố bất hợp pháp trong đầu thập niên 1970 khi bà mắc chứng nghiện heroin. Bà đã liên tục phải đi cai nghiện trong các trại cai, trong đó có ở Trung tâm Điều trị Tarzana, Los Angeles, California. Chồng bà, Artis Mills đã phải chịu trách nhiệm khi cả hai bị giải bắt do sở hữu một lượng heroin, và kết cục là đôi vợ chồng lĩnh án 10 năm tù. Sau đó năm 1981 họ được thả và tiếp tục cuộc sống. Tuy nhiên, Etta James sau đó trong thời gian này lại bị bắt do chứng nghiện ma túy, lạm dụng tiền, làm giả và tàng trữ heroin.
Năm 1974, Etta được đưa tới trại cai nghiện thay vì bị vô tù. Bà đã ở lại Trung tâm Tarzana 17 tháng ở tuổi 36, và đã phải chịu đựng nhiều chuyện khi bắt đầu cai nghiện. Trong cuốn tự truyện, Etta nói rằng thời gian điều trị đã làm thay đổi bà ấy. Sau khi ra trại bà lại tiếp tục dính líu đến ma túy khi có mối quan hệ với một gã đàn ông nghiện ma túy. Ở tuổi thứ 50, tức vào năm 1988, bà lại bị đưa tới Trung tâm Betty Ford ở Palm Springs, California để cai nghiện. Năm 2010, bà lại tiếp tục phải nhập viện do sự lạm dụng thuốc giảm đau.
Chống của Etta James là Artis Mills và bà có hai con, là Donto và Sametto.

## Phong cách âm nhạc
Etta James có loại giọng thuộc âm vực contralto (giọng nữ trầm). Phong cách âm nhạc của Etta cũng thay đổi theo thời gian. Trong thập niên 1950, thể loại chủ yếu mà bà biểu diễn là R&B và doo-wop. Sau khi ký kết hợp đồng với hãng Chess Records năm 1960, Etta dấn thân vào thể loại pop truyền thống, với những tiêu chuẩn jazz (jazz standards) và pop (pop standards) trong album At Last!. Giọng của Etta trở nên sâu sắc và thô hơn khi bà chuyển sang thể loại jazz và soul trong những năm tiếp theo.
Etta James trở thành một trong những nghệ sĩ kém nổi bật nhất trong nền âm nhạc Mỹ cho tới thập niên 1990, khi bà có được giải Grammy đầu tiên ở hạng mục Trình diễn jazz nữ xuất sắc nhất và được vinh danh bởi Hội sáng lập nhạc Blues (Blues Foundation) và có được sự chú ý lớn. Trong những năm này, bà được ca ngợi là đã xóa bỏ đi ranh giới giữa blues và rock and roll. Etta đã có tầm ảnh hưởng lớn lên các nghệ sĩ đương thời như Beyoncé, Christina Aguilera, Diana Ross, Janis Joplin, Bonnie Raitt, Shemekia Copeland, Hayley Williams, Rod Stewart, Elkie Brooks, Amy Winehouse, Paloma Faith, Joss Stone, Adele và nhóm nhạc Anh The Rolling Stones. Các ca khúc của bà cũng được cover lại nhiều lần, như "At Last" được cover lại bởi Christina Aguilera, Beyoncé Knowles; "A Sunday Kind of Love" được cover lại bởi Christina, cũng như các bài "Something's Got a Hold on Me" và "The Wallflower (Dance With Me Henry)".
Năm 2009, tạp chí danh tiếng Rolling Stones xếp bà ở vị trí thứ 22 trong danh sách "100 ca sĩ vĩ đại nhất" (100 Greatest Singers), vượt mặt cả "Ông hoàng nhạc Pop" Michael Jackson (xếp hạng thứ 25).

## Các giải Grammy
| Năm  | Đề cử / Tác phẩm                      | Giải thưởng                            | Kết quả        |
| ---- | ------------------------------------- | -------------------------------------- | -------------- |
| 1961 | "All I Could Do Was Cry"              | Trình diễn R&B xuất sắc nhất           | Đề cử          |
| 1962 | "The Fool That I Am"                  | Trình diễn R&B xuất sắc nhất           | Đề cử          |
| 1968 | "Tell Mama"                           | Trình diễn giọng R&B nữ xuất sắc nhất  | Đề cử          |
| 1969 | "Security"                            | Trình diễn giọng R&B nữ xuất sắc nhất  | Đề cử          |
| 1974 | Etta James                            | Trình diễn giọng R&B nữ xuất sắc nhất  | Đề cử          |
| 1975 | "St. Louis Blues"                     | Trình diễn giọng R&B nữ xuất sắc nhất  | Đề cử          |
| 1989 | "Seven Year Itch"                     | Thu âm Blues đương đại xuất sắc nhất   | Đề cử          |
| 1991 | Stickin' to My Guns                   | Thu âm Blues đương đại xuất sắc nhất   | Đề cử          |
| 1993 | The Right Time                        | Thu âm Blues đương đại xuất sắc nhất   | Đề cử          |
| 1995 | Mystery Lady: Songs of Billie Holiday | Trình diễn jazz xuất sắc nhất          | Đoạt giải      |
| 1999 | "At Last"                             | Đại sảnh Danh vọng Grammy              | Được vinh danh |
| 1999 | Life, Love & the Blues                | Album Blues đương đại xuất sắc nhất    | Đề cử          |
| 2000 | Heart of a Woman                      | Trình diễn jazz xuất sắc nhất          | Đề cử          |
| 2002 | Matriarch of the Blues                | Album Blues đương đại xuất sắc nhất    | Đề cử          |
| 2003 | Etta James                            | Giải Grammy Huyền thoại                | Được vinh danh |
| 2004 | Let's Roll                            | Album Blues đương đại xuất sắc nhất    | Đoạt giải      |
| 2005 | Let's Roll                            | Album Blues truyền thống xuất sắc nhất | Đoạt giải      |
| 2008 | "The Wallflower"                      | Đại sảnh Danh vọng Grammy              | Được vinh danh |

## Danh sách đĩa nhạc
Trong suốt sự nghiệp, Etta James đã phát hành tổng cộng 30 album phòng thu từ năm 1961 đến năm 2011. Trong đó, không có album nào lọt vào tốp-mười Billboard 200. Bà cũng đã phát hành trên 50 đĩa đơn, không có đĩa nào lọt vào tốp-mười Billboard Hot 100. Song bà đã để lại cho đời nhiều tác phẩm nổi bật trong công chúng như "At Last".

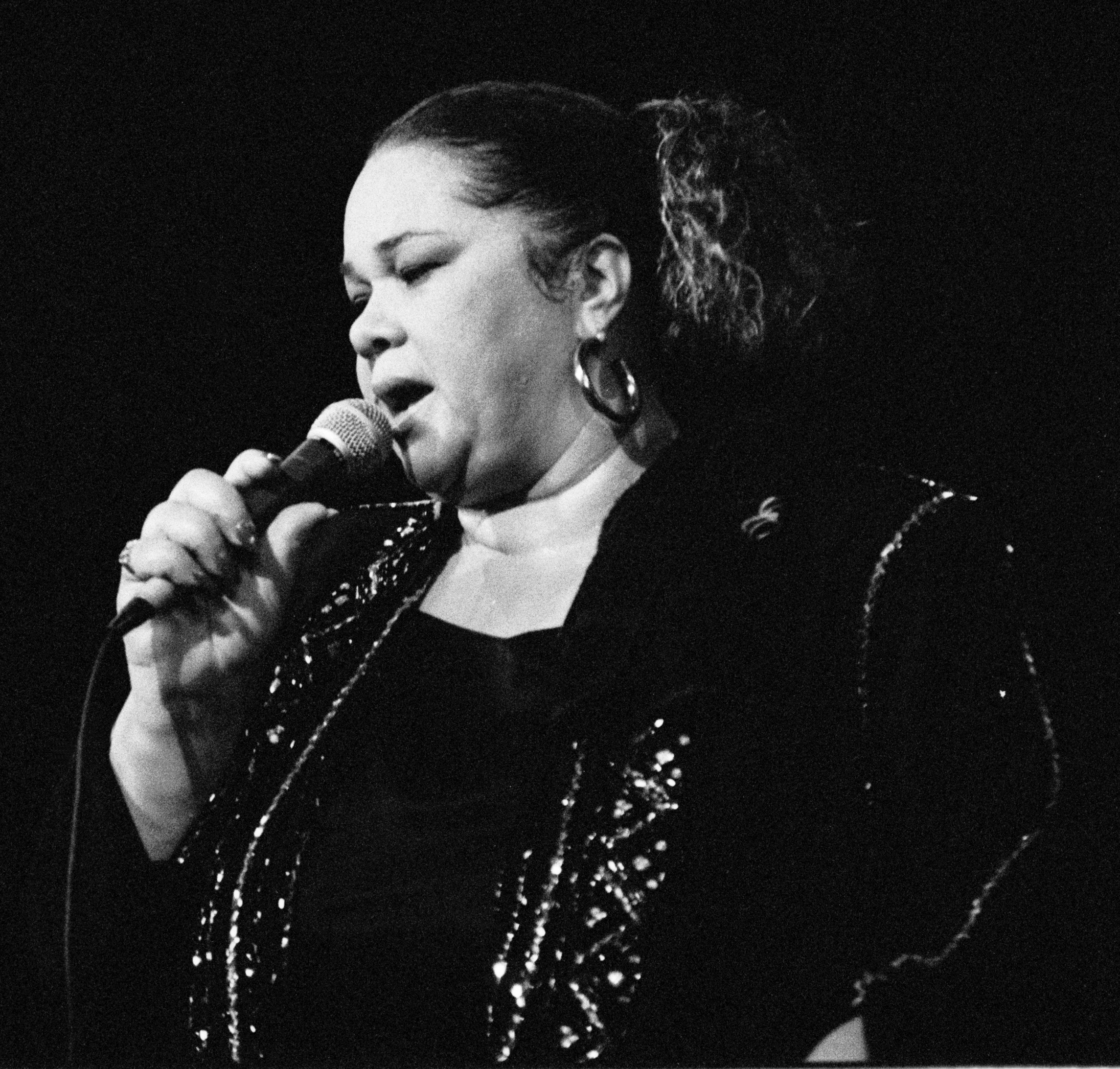
Etta James năm 1990.

| Năm                                   | Tên album và thông tin                                          | Vị trí xếp hạng cao nhất | Vị trí xếp hạng cao nhất | Vị trí xếp hạng cao nhất | Vị trí xếp hạng cao nhất |
| Năm                                   | Tên album và thông tin                                          | Mỹ                       | R&B Mỹ                   | Blues Mỹ                 | Jazz Mỹ                  |
| ------------------------------------- | --------------------------------------------------------------- | ------------------------ | ------------------------ | ------------------------ | ------------------------ |
| 1961                                  | At Last! - Hãng đĩa: Argo LP-4003                               | 68                       | —                        | —                        | —                        |
| 1961                                  | The Second Time Around - Hãng đĩa: Argo LP-4011                 | —                        | —                        | —                        | —                        |
| 1962                                  | Etta James - Hãng đĩa: Argo LP-4013                             | —                        | —                        | —                        | —                        |
| 1962                                  | Etta James Sings for Lovers - Hãng đĩa: Argo LP-4018            | —                        | —                        | —                        | —                        |
| 1963                                  | Etta James Top Ten - Hãng đĩa: Argo LP-4025                     | 117                      | —                        | —                        | —                        |
| 1965                                  | The Queen of Soul - Hãng đĩa: Argo LP-4040                      | —                        | —                        | —                        | —                        |
| 1966                                  | Call My Name - Hãng đĩa: Cadet                                  | —                        | —                        | —                        | —                        |
| 1968                                  | Tell Mama - Hãng đĩa: Cadet                                     | 82                       | 21                       | —                        | —                        |
| 1970                                  | Etta James Sings Funk - Hãng đĩa: Cadet                         | —                        | —                        | —                        | —                        |
| 1971                                  | Losers Weepers - Hãng đĩa: Cadet                                | —                        | —                        | —                        | —                        |
| 1973                                  | Etta James - Hãng đĩa: Chess                                    | 154                      | 41                       | —                        | —                        |
| 1974                                  | Come a Little Closer - Hãng đĩa: Chess                          | —                        | 47                       | —                        | —                        |
| 1976                                  | Etta Is Betta Than Evvah! - Hãng đĩa: Chess                     | —                        | —                        | —                        | —                        |
| 1978                                  | Deep in the Night - Hãng đĩa: Chess                             | —                        | —                        | —                        | —                        |
| 1980                                  | Changes - Hãng đĩa: MCA                                         | —                        | —                        | —                        | —                        |
| 1989                                  | Seven Year Itch - Hãng đĩa: Island                              | —                        | —                        | —                        | —                        |
| 1990                                  | Stickin' to My Guns - Hãng đĩa: Island                          | —                        | —                        | —                        | —                        |
| 1992                                  | The Right Time - Hãng đĩa: Elektra                              | —                        | —                        | —                        | —                        |
| 1994                                  | Mystery Lady: Songs of Billie Holiday - Hãng đĩa: Private Music | —                        | —                        | —                        | 2                        |
| 1995                                  | Time After Time - Hãng đĩa: Private Music                       | —                        | —                        | —                        | 5                        |
| 1997                                  | Love's Been Rough on Me - Hãng đĩa: Private Music               | —                        | —                        | 6                        | —                        |
| 1998                                  | Life, Love & the Blues - Hãng đĩa: Private Music                | —                        | —                        | 3                        | —                        |
| 1998                                  | 12 Songs of Christmas - Hãng đĩa: Private Music                 | —                        | —                        | 5                        | —                        |
| 1999                                  | Heart of a Woman - Hãng đĩa: Private Music                      | —                        | —                        | 4                        | —                        |
| 2000                                  | Matriarch of the Blues - Hãng đĩa: Private Music                | —                        | —                        | 2                        | —                        |
| 2001                                  | Blue Gardenia - Hãng đĩa: Private Music                         | —                        | —                        | —                        | 1                        |
| 2003                                  | Let's Roll - Hãng đĩa: Private Music                            | —                        | —                        | 1                        | —                        |
| 2004                                  | Blues to the Bone - Hãng đĩa: RCA Victor                        | —                        | —                        | 4                        | —                        |
| 2006                                  | All the Way - Hãng đĩa: RCA Victor                              | —                        | —                        | —                        | —                        |
| 2011                                  | The Dreamer - Hãng đĩa: Verve Forecast                          | —                        | 41                       | 2                        | —                        |
| "—" chỉ ra album không được xếp hạng. |                                                                 |                          |                          |                          |                          |